# Raisa Stepanovna Stručkova
Raisa Stepanovna Stručkova (in russo  Раи́са Степа́новна Стручко́ва?; Mosca, 5 ottobre 1925 – Mosca, 2 maggio 2005) è stata una ballerina sovietica.

## Biografia
Nata in una famiglia operaia a Mosca nel 1925, a dieci anni fu ammessa all'Accademia statale di coreografia di Mosca; gli allievi furono evacuati a Vasil'sursk durante la seconda guerra mondiale, ma le lezioni proseguirono indisturbate. Dopo aver conseguito il diploma, nel 1944 fu scritturata dal Balletto Bol'šoj e due anni più tardi danzò nei suoi primi ruoli principali, quello della silfide ne Les Sylphides e Lise ne La fille mal gardée.
Nel 1947 danzò per la prima volta nella parte dell'eponima protagonista in Cenerentola; quello di Cenerentola sarebbe diventato uno dei suoi ruoli più celebri e lo avrebbe interpretato anche in un adattamento cinematografico del 1960 e in una tournée alla Royal Opera House (1963). Durante i suoi oltre vent'anni al Teatro Bol'šoj danzò in molti dei grandi ruoli del repertorio femminile, tra cui Maša ne Lo schiaccianoci, Odette e Odile ne Il lago dei cigni, Aurora ne La bella addormentata, Giulietta in Romeo e Giulietta, Kitri in Don Chisciotte e l'eponima protagonista in Giselle.
Nel 1956 fu proclamata Artista del popolo della RSFSR, mentre nel 1959 fu insignita del titolo di Artista del popolo dell'Unione Sovietica. Negli anni 1960 e 70 danzò spesso in Occidente durante tournée internazionali del Bol'šoj; nel 1974, insieme al marito Alexander Lapauri, richiese che Michail Baryšnikov danzasse con loro in Canada, unendosi brevemente al Bol'šoj in prestito dal Balletto Mariinskij. Tuttavia, fu durante questa tournée che Baryšnikov defezionò l'Unione Sovietica, rimanendo in Nordamerica. Al loro ritorno in patria, a Stručkova e il marito fu impedito di lasciare nuovamente il Paese; Lapauri morì in un incidente automobilistico l'anno successivo.
Parallelamente all'attività sulle scene, cominciò a insegnare danza all'Università russa di arti teatrali nel 1962 e, dopo il ritiro dalle scene nel 1978, si dedicò esclusivamente all'insegnamento come maitresse de ballet e répétiteur. Annoverò tra i suoi studenti Nina Ananiashvili. L'asteroide 9176 Struchkova fu chiamato così in suo onore nel 1990. Dal 1995 diresse il dipartimento di danza e coreografia dell'Università russa di arti teatrali. Morì nella natia Mosca nel 2005 all'età di 79 anni e fu sepolta al Cimitero Vvedenskoe. 

## Filmografia
- Cenerentola (Хрустальный башмачок), regia di Aleksandr Arturovič Rou e Rostislav Zacharov (1960)